# Hemerobius tristriatus
Hemerobius tristriatus là một loài côn trùng trong họ Hemerobiidae thuộc bộ Neuroptera. Loài này được Kuwayama miêu tả năm 1954.